# آتسوکو ساکورابا
آتسوکو ساکورابا (انگلیسی: Atsuko Sakuraba؛ زاده ۲۹ مارس ۱۹۷۶) یک بازیگر و مانکن زن اهل ژاپن است.